# Harrisina americana
Harrisina americana är en fjärilsart som beskrevs av Guérin-meneville 1829/44. Harrisina americana ingår i släktet Harrisina och familjen bastardsvärmare. Inga underarter finns listade i Catalogue of Life.

## Bildgalleri

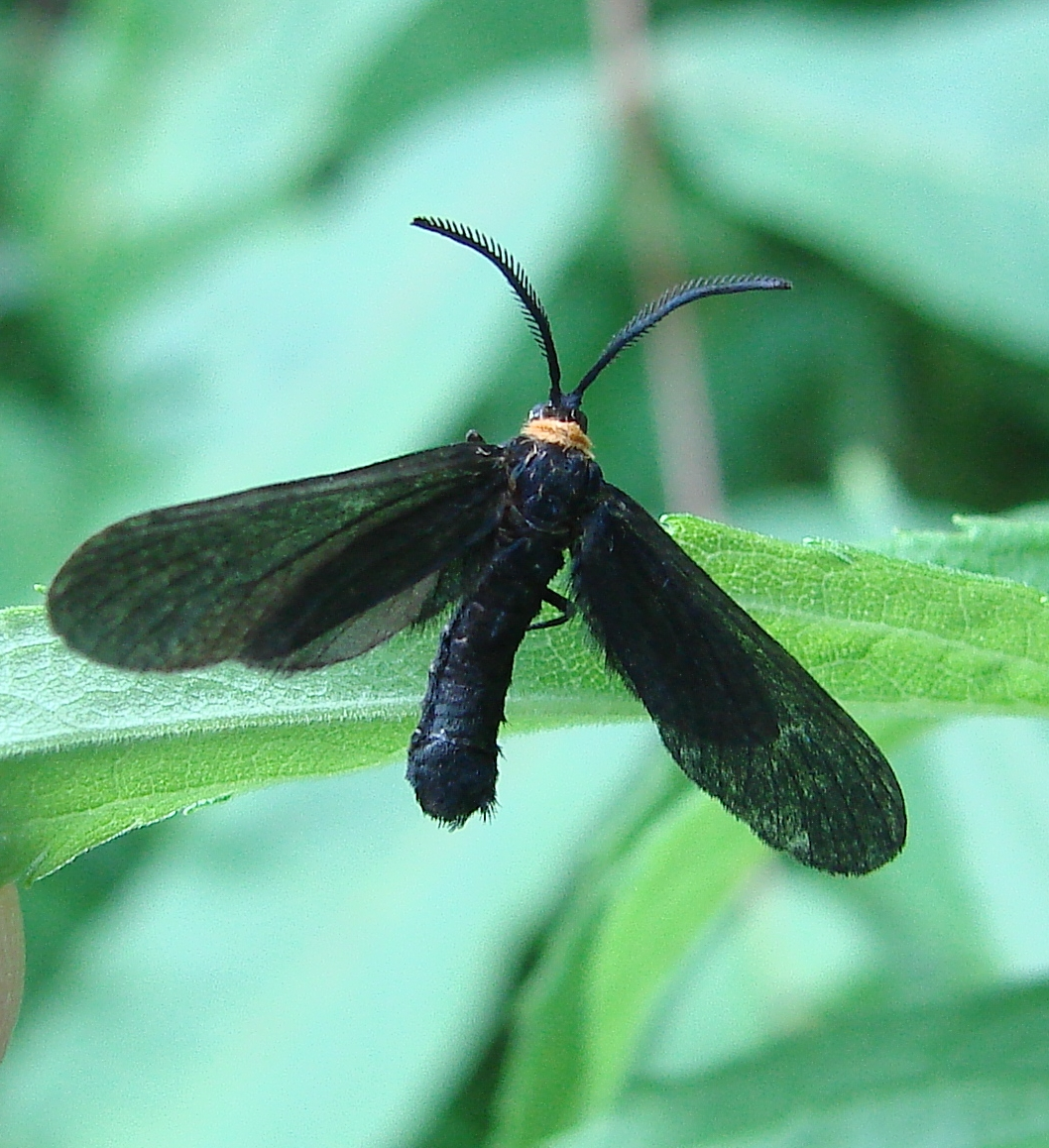
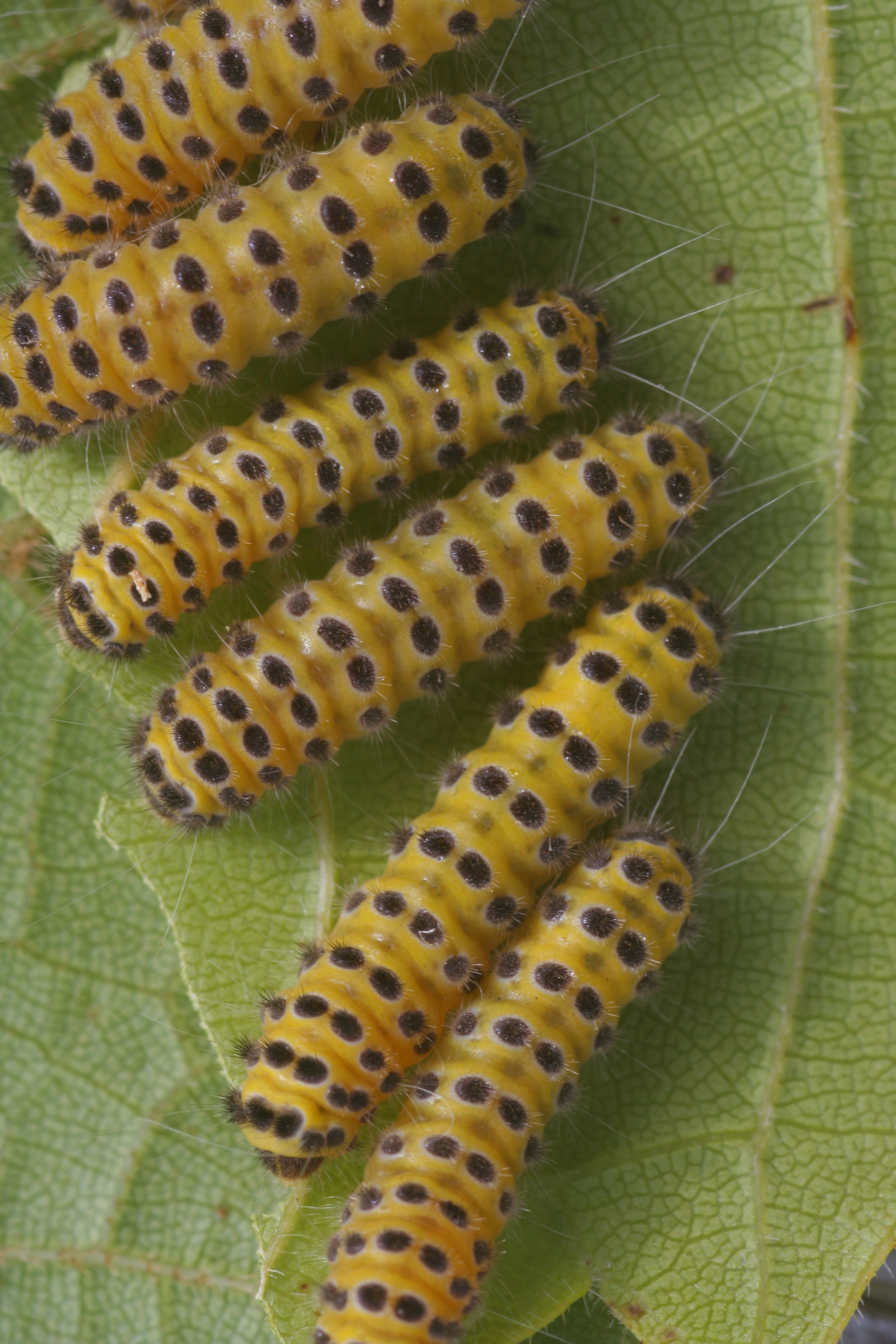